# 纳里扬马尔河
纳里扬马尔河（俄语：Река Нарьян-Мар）或小浦岛川（日语：／）是萨哈林州霍尔姆斯克区的河流，源起竹山脉奥库涅夫卡山，长16公里，流域面积30.6平方公里，在距河口62公里注入柳托加河。

## 引用
1. ↑  М·Г·瓦西科夫斯基. . 列宁格勒: 气象出版社. 1973 （俄语）.
2. ↑  . 国家水登记处.   [2024-01-02]. （原始内容存档于2023-09-28） （俄语）.